# The Tourist (serie de televisión)
The Tourist (titulada en español como El turista) es una serie de televisión escrita por los hermanos Harry y Jack Williams y dirigida por Chris Sweeney. Está protagonizada por Jamie Dornan, quien interpreta a un misterioso hombre que despierta en el hospital con amnesia después de sufrir un accidente de tránsito.
Fue estrenada el 1 de enero de 2022 por BBC One en el Reino Unido y al día siguiente a través del servicio de streaming Stan en Australia. En el resto del mundo, la serie es distribuida por All3Media. En Estados Unidos y Latinoamérica se estrenó por HBO Max el 3 de marzo de 2022.
En marzo de 2022, fue renovada por una segunda temporada.

## Premisa
Cuando un hombre despierta con amnesia en un hospital de Australia, debe seguir las pocas pistas que tiene para descubrir su identidad antes de que su pasado lo atrape. En la primera escena, el protagonista conduce por una carretera en medio del desierto y es perseguido por un camionero que intenta acabar con su vida.

## Reparto
- Jamie Dornan como El Hombre.
- Danielle Macdonald como la agente de prueba Helen Chambers.
- Shalom Brune-Franklin como Luci Miller/Victoria.
- Ólafur Darri Ólafsson como Billy Nixon.
- Alex Dimitriades como Kosta Panigiris.
- Genevieve Lemon como Sue.
- Danny Adcock como Ralph.
- Damon Herriman como el detective Lachlan Rogers.
- Alex Andreas como Dimitri Panigiris.
- Maria Mercedes como Freddie Lanagan.
- Michael Ibbotson como Peter, el policía.

## Producción

### Desarrollo
En febrero de 2020, se anunció que BBC One y Stan coproducirían una serie limitada de suspenso y misterio escrita por Harry y Jack Williams, dirigida por Chris Sweeney y producida por Two Brothers Pictures. Más tarde, HBO Max se unió como coproductor y distribuidor para el mercado estadounidense.  En enero de 2021, Jamie Dornan, Danielle Macdonald, Shalom Brune-Franklin, Ólafur Darri Ólafsson, Alex Dimitriades y Hugo Weaving se unieron al elenco de la serie. Más tarde, Damon Herriman reemplazó a Hugo Weaving en el elenco.

### Rodaje
El rodaje comenzó en marzo de 2021 en las ciudades regionales de Puerto Augusta y Peterborough, en el sur de Australia. Algunas escenas se rodaron en Adelaida. El equipo de producción recreó la playa Kuta de Bali en la playa North Haven de Adelaida. También se rodaron escenas en la montaña Flinders Ranges. El proceso de filmación concluyó en julio de 2021.

## Lanzamiento
El primer capítulo fue estrenado en el canal de la BBC, en Reino Unido, el 1 de enero de 2022. Después, los siguientes capítulos fueron subidos a la plataforma digital de la propia cadena: BBC iPlayer. Con un total de contactos de más de 18 millones de visualizaciones, se convirtió en el tercer programa más exitoso de la plataforma.
En Australia, el primer capítulo fue visualizado un día más tarde, por el canal Stan. En Estados Unidos y Latinoamérica fue estrenada en HBO Max, el 3 de marzo de 2022, mientras que en Canadá la estrenó Prime Video.

## Episodios
Temporada 1 (2022)
| Historia | Episodio | Título       | Dirigido por    | Escrito por                    | Fecha de emisión original | Audiencia (millones) |
| -------- | -------- | ------------ | --------------- | ------------------------------ | ------------------------- | -------------------- |
| 1        | 1        | «Episodio 1» | Chris Sweeney   | Harry Williams y Jack Williams | 1 de enero de 2022        | 8,69                 |
| 2        | 2        | «Episodio 2» | Chris Sweeney   | Harry Williams y Jack Williams | 2 de enero de 2022        | 7,14                 |
| 3        | 3        | «Episodio 3» | Chris Sweeney   | Harry Williams y Jack Williams | 9 de enero de 2022        | 8,25                 |
| 4        | 4        | «Episodio 4» | Daniel Nettheim | Harry Williams y Jack Williams | 16 de enero de 2022       | 8,49                 |
| 5        | 5        | «Episodio 5» | Daniel Nettheim | Harry Williams y Jack Williams | 23 de enero de 2022       | —                    |
| 6        | 6        | «Episodio 6» | Daniel Nettheim | Harry Williams y Jack Williams | 30 de enero de 2022       | —                    |

Temporada 2 (2024)
| Historia | Episodio | Título       | Dirigido por   | Escrito por                    | Fecha de emisión original | Audiencia (millones) |
| -------- | -------- | ------------ | -------------- | ------------------------------ | ------------------------- | -------------------- |
| 7        | 1        | «Episodio 1» | Fergus O'Brien | Harry Williams y Jack Williams | 1 de enero de 2024        | 4.22                 |
| 8        | 2        | «Episodio 2» | Fergus O'Brien | Harry Williams y Jack Williams | 2 de enero de 2024        | 3.59                 |
| 9        | 3        | «Episodio 3» | Lisa Mulcahy   | Harry Williams y Jack Williams | 7 de enero de 2024        | 3.33                 |
| 10       | 4        | «Episodio 4» | Lisa Mulcahy   | Harry Williams y Jack Williams | 14 de enero de 2024       | 3.50                 |
| 11       | 5        | «Episodio 5» | Kate Dolan     | Harry Williams y Jack Williams | 21 de enero de 2024       | 3.65                 |
| 12       | 6        | «Episodio 6» | Kate Dolan     | Harry Williams y Jack Williams | 28 de enero de 2024       | 3.87                 |